# Горличка гренадська
Горличка гренадська (Leptotila wellsi) — вид голубоподібних птахів родини голубових (Columbidae). Ендемік Гренади.

## Опис
Довжина птаха становить 26-31 см. Голова блідо-рожева, верхня частина голови темно-коричнева. Шия руда з легким рожевим відтінком. Горло біле, груди рожевувато-коричневі, живіт і гузка білі. Верхня частина тіла і крила оливково-коричневі. Очі жовтувато-карі, навколо очей плями голої блакитної шкіри. Дзьоб темно-сірий, лапи червоні.

## Поширення і екологія
Гренадські горлички є ендеміками острова Гренада. Вони живуть в залишках сухих тропічних лісів і чагарникових заростией на південному заході острова, зокрема в Національному парку Маун-Хартман. Живляться переважно насінням, гніздування припадає на сезон дощів.

## Збереження
МСОП класифікує цей вид як такий, що перебуває на межі зникнення. За оцінками дослідників, популяція гренадських горличок становить від 136 до 182 птахів. Їм загрожує знищення природного середовища і хижацтво з боку інтродукованих видів тварин. Популяція гренадських горличок значно скоротилася у 2004 році внаслідок урагану Іван.

## В культурі
Гренадська горличка є національним птахом Гренади і зображена на гербі цієї країни в якості щитотримача.